# Communauté de communes du Haut Minervois
Die Communauté de communes du Haut Minervois ist ein ehemaliger Gemeindeverband (Communauté de communes) im südfranzösischen Département Aude in der Region Languedoc-Roussillon. Er war nach dem Weinanbaugebiet Minervois benannt.

## Geschichte
Ursprünglich 16 Gemeinden wurden durch einen Erlass vom 11. Dezember 2002 zu einem neuen Gemeindeverband zusammengeschlossen. Diesem trat die Gemeinde Homps im Dezember 2004 bei.
Am 1. Januar 2013 fusionierte Haut Minervois mit dem Gemeindeverband Carcassonne Agglo. Die Gemeinde Homps trat in den neu gegründeten Gemeindeverband  Communauté de communes de la Région Lézignanaise, Corbières et Minervois ein.

## Ehemalige Mitgliedsgemeinden
| - Aigues-Vives - Azille - Cabrespine - Castans - Caunes-Minervois - Citou | - Homps - Laure-Minervois - Lespinassière - Pépieux - Peyriac-Minervois - Puichéric | - La Redorte - Rieux-Minervois - Saint-Frichoux - Trausse - Villeneuve-Minervois |